# NGC 2174
NGC 2174je H II emisijska maglica u zviježđu Oriona, povezana sa otvorenim skupom NGC 2175.. Vjeruje se da je udaljena oko 6400 svjetlosnih godina.  
Maglica se vjerojatno formirala kroz  hijerarhijski kolaps.